# Tour du Limousin-Périgord-Nouvelle-Aquitaine 2021
La 54e édition du Tour du Limousin-Nouvelle-Aquitaine est une course par étapes de cyclisme sur route se déroulant en France du 17 au 20 août 2021, en Limousin et en Périgord. Cette édition est remportée par Warren Barguil qui remporte ainsi sa première course à étapes.

## Parcours
La course se déroule en quatre étapes, et traverse quatre départements : la Haute-Vienne et la Creuse, puis la Dordogne, puis la Corrèze, et enfin la Haute-Vienne. Le départ est donné à Isle et l'arrivée est jugée à Limoges. La seule côte de première catégorie est celle du Suc au May, sur la 3e étape, dans le massif des Monédières.

## Équipes
Dix-neuf équipes participent à cette édition, soit trois de niveau World Tour, quatorze ProTeams et deux équipes continentales.
| WorldTeams (3)- AG2R Citroën Team - Cofidis - Groupama-FDJ ProTeams (14)- Alpecin-Fenix - B&B Hotels p/b KTM - Bardiani CSF Faizanè - Bingoal Pauwels Sauces WB - Caja Rural-Seguros RGA - Delko - Eolo-Kometa - Euskaltel-Euskadi - Gazprom-RusVelo - Equipo Kern Pharma - Arkéa-Samsic - Team Novo Nordisk - Vini Zabù - TotalEnergies Équipes continentales (2)- Saint Michel-Auber 93 - Xelliss-Roubaix Lille Métropole |
| |

## Étapes
| Étape     | Date     | Villes étapes              | type            | Distance (km) | Vainqueur d'étape  | Leader du classement général |
| --------- | -------- | -------------------------- | --------------- | ------------- | ------------------ | ---------------------------- |
| 1re étape | 17 août  | Isle – Sainte-Feyre        | étape vallonnée | 183,3         | Christophe Laporte | Christophe Laporte           |
| 2e étape  | 18 août  | Agonac – Payzac            | étape vallonnée | 172           | Dorian Godon       | Dorian Godon                 |
| 3e étape  | 19 août  | Bugeat – Lubersac          | étape vallonnée | 184,2         | Simone Velasco     | Dorian Godon                 |
| 4e étape  | 20 sept. | Sauviat-sur-Vige – Limoges | étape vallonnée | 169,7         | Erik Fetter        | Warren Barguil               |

## Déroulement de la course

### 1reétape
Dès le départ réel, un seul coureur, Adrien Guillonnet part en échappée. Il comptera au maximum un peu plus d'une minute d'avance, mais à 169 kilomètres de l'arrivée, il est rattrapé.
Seize kilomètres plus loin, quatre coureurs attaquent à leur tour. L'échappée, composée de Romain Cardis (Saint-Michel Aubert 93), Julien Antomarchi (Xelliss-Roubaix Lille Métropole), José Manuel Díaz Gallego (Delko) et de Mikel Alonso Flores (Euskaltel-Euskadi) réussit à prendre 1 min 30 d'avance.
L'écart ne montera pas à plus de 3 min 20 car le peloton gère l'écart. À 129 km de l'arrivée, le groupe d'échappée ne compte plus que 1 min 20 d'avance. À 123 km de l'arrivée, Cardis passe en tête du premier sprint Intermédiaire, avant que l'écart ne remonte à 2 min 30. Diaz Gallego est lâché par les trois autres échappés.
À 60 km de l'arrivée, l'échappée est rattrapée, à cause du travail de l'équipe Kern-Pharma en tête de peloton. Plusieurs coureurs essaient alors de partir en contre, mais sans écart significatif, jusqu'à 35 km de l'arrivée, où Daniel Savini et Rémy Mertz ont pris plus de 30 secondes d'avance. Warren Barguil tente plusieurs fois de partir en contre.
À 25 km de l'arrivée, alors que le peloton se relève, une grosse chute survient à l'arrière du peloton.
À 19 km de l'arrivée, Pierre Rolland attaque et part en contre accompagné de Pierre-Luc Périchon, de François Bidart et d'un coureur de l'équipe Bardiani, mais ils sont finalement repris quelques secondes plus tard alors que le duo de tête compte maintenant 10 secondes d'avance. Savini et Mertz sont repris à 5 km de l'arrivée, une arrivée au sprint est maintenant inévitable.
Christophe Laporte s'impose au sprint à Sainte-Feyre, devant Dorian Godon, et il endosse le premier maillot jaune de cette 54e édition.

### 2eétape
Comme la veille, cette étape a été très animée. Stéphane Rossetto part seul à 80 km de l'arrivée. Anthony Perez attaque à deux reprises, ce qui provoque une cassure avec son équipier Christophe Laporte mais celui-ci est aidé par son autre équipier Pierre-Luc Périchon pour le ramener en tête. Ce dernier attaque dans les derniers kilomètres et ils sont six à se jouer l'étape, car le peloton se relève et Laporte est piégé. Dorian Godon gagne le sprint devant Warren Barguil et prend la tête du classement général.

### 3eétape
Les échappés sont rejoints par quatre coureurs à 50 km de l'arrivée: José Manuel Díaz (Delko), Simon Geschke (Cofidis), Simone Velasco (Gazprom-RusVelo) et le vainqueur en 2020 Luca Wackermann (Eolo). A 15 km de l'arrivée ce groupe à encore une minute d'avance, les équipes AG2R et TotalEnergies se relaient pour réduire l'écart sans toutefois revenir sur la tête. Velasco attaque à deux kilomètres de l'arrivée et il gagne en solitaire à Lubersac. Thibaut Pinot, qui effectuait son retour à la compétition depuis le Tour des Alpes en avril, prend le maillot de meilleur grimpeur. Dorian Godon, qui a rattrapé Pierre-Luc Périchon dans les derniers hectomètres, conserve son maillot jaune.

### 4eétape
Dès le départ, trois coureurs : Romain Cardis, porteur du maillot bleu de meilleur sprinteur, Dimitri Peyskens et Davide Orrico s'échappent du peloton. Douze coureurs se retrouveront finalement en tête. Après la première difficulté, l'échappée est à 45 secondes d'avance et Simon Geschke – qui était parti en contre – fait la jonction avec le groupe de tête.
Quelques kilomètres plus loin, deux coureurs attaquent et se retrouvent intercalés entre le groupe de tête et le peloton. Ils reviennent rapidement à 1 minute 20 de la tête de course. Après le premier sprint intermédiaire, un des coureurs intercalés se relève.
Après le deuxième sprint intermédiaire, Matthieu Ladagnous, Thibaut Pinot et Sébastien Reichenbach attaquent ensemble mais ils sont rapidement repris par le peloton.
Lorsque les hommes de tête entrent dans le circuit final à Limoges et alentour, l'écart diminue lentement.
Dans les derniers kilomètres, le maillot Jaune Dorian Godon, victime d'une défaillance, est lâché par le peloton. Malgré l'aide de ses coéquipiers, il n'arrive pas à suivre le rythme. Dans les deux derniers kilomètres, Franck Bonnamour attaque et Warren Barguil part en contre.
Dans les derniers mètres, le Hongrois Erik Fetter attaque et remporte la dernière étape du Tour. Warren Barguil gagne « à la place » cette édition, dans la même seconde que Franck Bonnamour : c'est la première course à étapes qu'il remporte.

### Classement final
| \| Classement général \| Classement général \| Classement général \| Classement général \| Classement général \| \| Coureur \| Coureur \| Pays \| Équipe \| Temps \| \| ------------------ \| --------------------- \| ------------------ \| -------------------- \| ------------------ \| \| 1er \| Warren Barguil \| France \| Arkéa-Samsic \| 17 h 00 min 35 s \| \| 2e \| Franck Bonnamour \| France \| B&B Hotels p/b KTM \| + 0 s \| \| 3e \| Pierre-Luc Périchon \| France \| Cofidis \| + 6 s \| \| 4e \| Sébastien Reichenbach \| Suisse \| Groupama-FDJ \| + 6 s \| \| 5e \| Urko Berrade \| Espagne \| Equipo Kern Pharma \| + 6 s \| \| 6e \| Simone Velasco \| Italie \| Gazprom-RusVelo \| + 16 s \| \| 7e \| Davide Gabburo \| Italie \| Bardiani CSF Faizanè \| + 36 s \| \| 8e \| Antonio Angulo \| Espagne \| Euskaltel-Euskadi \| + 37 s \| \| 9e \| José Manuel Díaz \| Espagne \| Delko \| + 38 s \| \| 10e \| Vincenzo Albanese \| Italie \| Eolo-Kometa \| + 45 s \| |                       |         |                      |                  |
| |                       |         |                      |                  |
| |                       |         |                      |                  |
| Classement général |                       |         |                      |                  |
| Coureur | Coureur               | Pays    | Équipe               | Temps            |
| 1er | Warren Barguil        | France  | Arkéa-Samsic         | 17 h 00 min 35 s |
| 2e | Franck Bonnamour      | France  | B&B Hotels p/b KTM   | + 0 s            |
| 3e | Pierre-Luc Périchon   | France  | Cofidis              | + 6 s            |
| 4e | Sébastien Reichenbach | Suisse  | Groupama-FDJ         | + 6 s            |
| 5e | Urko Berrade          | Espagne | Equipo Kern Pharma   | + 6 s            |
| 6e | Simone Velasco        | Italie  | Gazprom-RusVelo      | + 16 s           |
| 7e | Davide Gabburo        | Italie  | Bardiani CSF Faizanè | + 36 s           |
| 8e | Antonio Angulo        | Espagne | Euskaltel-Euskadi    | + 37 s           |
| 9e | José Manuel Díaz      | Espagne | Delko                | + 38 s           |
| 10e | Vincenzo Albanese     | Italie  | Eolo-Kometa          | + 45 s           |

### Évolution des classements
| Étape              | Vainqueur          | Classement général | Classement par points | Classement de la montagne | Classement du meilleur jeune | Classement par équipes | Prix de la combativité |
| ------------------ | ------------------ | ------------------ | --------------------- | ------------------------- | ---------------------------- | ---------------------- | ---------------------- |
| 1                  | Christophe Laporte | Christophe Laporte | Romain Cardis         | Daniel Savini             | Dorian Godon                 | Bardiani CSF Faizanè   | Rémy Mertz             |
| 2                  | Dorian Godon       | Dorian Godon       | Romain Cardis         | Daniel Savini             | Dorian Godon                 | AG2R Citroën           | Stéphane Rossetto      |
| 3                  | Simone Velasco     | Dorian Godon       | Romain Cardis         | Thibaut Pinot             | Dorian Godon                 | Cofidis                | Pierre Rolland         |
| 4                  | Erik Fetter        | Warren Barguil     | Romain Cardis         | Davide Bais               | Urko Berrade                 | Groupama-FDJ           | Alan Jousseaume        |
| Classements finals | Classements finals | Warren Barguil     | Romain Cardis         | Davide Bais               | Urko Berrade                 | Groupama-FDJ           | non-décerné            |